# 李縣 (密西西比州)
是美國密西西比州東北部的一個縣。面積1,174平方公里。根據美國2000年人口普查，共有人口75,755人。縣治圖珀洛 (Tupelo)。
李縣成立於1866年10月26日，以紀念南北戰爭名將羅伯特·李。